# Phillip Boa
Phillip Boa, pseudonimo di Ernst Ulrich Figgen (Dortmund, 18 gennaio 1963), è un cantante, chitarrista e musicista tedesco, leader e fondatore delle band Phillip Boa and The Voodooclub e Voodoocult.

## Biografia
Nel 1984 ha fondato il gruppo Phillip Boa and The Voodooclub. Caratteristica di questa formazione, il contrasto tra le due voci principali – rauca quella di Boa, calda quella di Pia Lund, unica donna del Voodooclub – su musiche che sono un insieme di new wave, pop e punk britannico. Due degli album del gruppo musicale hanno conquistato il primo posto nella classifica tedesca della musica indipendente, e altri vi hanno a lungo stazionato.
Nel biennio 1994/95 Boa ha pubblicato un paio di album a capo di un secondo gruppo, il Voodoocult, con cui si è cimentato nel genere thrash/groove metal, senza tuttavia sciogliere la band storica. Tra i membri del Voodoocult vi sono stati importanti esponenti del metal di fine anni novanta, come il chitarrista Mille Petrozza, leader dei Kreator, Dave Lombardo, batterista noto ai più per le sue prestazioni negli Slayer, e il chitarrista e cantante dei Death Chuck Schuldiner.

## Discografia

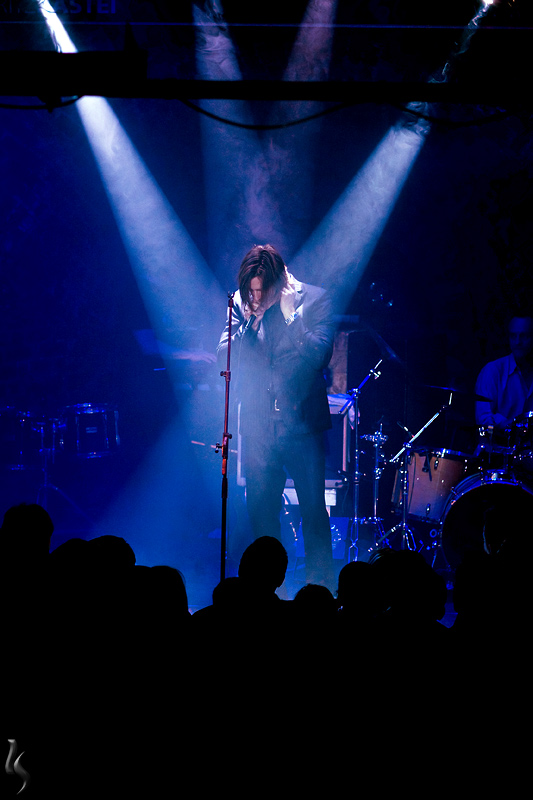
Phillip Boa nel 2007

### Phillip Boa & The Voodooclub
- 1984 - Most Boring World (Limitiertes Mini-Album)
- 1985 - Philister (Ja! Musik) – Independent-Charts: Platz 1
- 1986 - Aristocracie (Constrictor) – Independent-Charts: Platz 1
- 1988 - Copperfield (Polydor) – Charts: Platz 53
- 1989 - Hair (Polydor) – Charts: Platz 23
- 1990 - Hispañola (Polydor) – Charts: Platz 14
- 1991 - Helios (Polydor) – Charts: Platz 20
- 1993 - Boaphenia (Polydor) – Charts: Platz 15
- 1994 - God (Motor Music) – Charts: Platz 23
- 1996 - She (Motor Music) – Charts: Platz 32
- 1998 - Lord Garbage (Motor Music) [Soloalbum] – Charts: Platz 22
- 2000 - My Private War (RCA/BMG) – Charts: Platz 23
- 2001 - The Red (RCA/BMG) – Charts: Platz 59
- 2003 - C 90 (RCA/BMG) – Charts: Platz 46
- 2005 - Decadence & Isolation (Motor Music) – Charts: Platz 40
- 2007 - Faking To Blend In (Motor Music) – Charts: Platz 59
- 2009 - Diamonds Fall (Rough Trade) – Charts: Platz 45

### Voodoocult
- 1994: Jesus Killing Machine (Motor Music)
- 1995: Voodoocult (Motor Music)